# Campeonato Mundial de Atletismo em Pista Coberta de 2012 - Salto em altura feminino
A prova do salto em altura feminino do Campeonato Mundial de Atletismo em Pista Coberta de 2012 foi disputada entre 9 e 10 de março na Ataköy Athletics Arena em Istambul, Turquia.

## Recordes
Antes desta competição, os recordes mundiais e do campeonato nesta prova eram os seguintes:
|    | Nome               | Nacionalidade | Altura  | Local        | Data                   |
| -- | ------------------ | ------------- | ------- | ------------ | ---------------------- |
| WR | Kajsa Bergqvist    | Suécia        | 2m 08cm | Arnstadt     | 4 de fevereiro de 2006 |
| CR | Stefka Kostadinova | Bulgária      | 2m 05cm | Indianápolis | 8 de março de 1987     |

## Medalhistas
| Ouro               | Prata                                                                     |
| Chaunté Lowe (USA) | Antonietta Di Martino (ITA) · Anna Chicherova (RUS) · Ebba Jungmark (SWE) |

## Cronograma
| Data        | Hora  | Evento  |
| ----------- | ----- | ------- |
| 9 de março  | 9:30  | Bateria |
| 10 de março | 18:15 | Final   |

## Resultados

### Bateria
Qualificação: 1,95 m (Q) ou os 8  melhores qualificados (q).
| Colocação. | Atleta                  | Nacionalidade  | 1,78 | 1,83 | 1,88 | 1,92 | 1,95 | Resultado | Notas  |
| ---------- | ----------------------- | -------------- | ---- | ---- | ---- | ---- | ---- | --------- | ------ |
| 1          | Anna Cziczerowa         | Rússia         | -    | o    | o    | o    | o    | 1,95      | Q      |
| 1          | Ebba Jungmark           | Suécia         | -    | o    | o    | o    | o    | 1,95      | Q SB   |
| 3          | Antonietta Di Martino   | Itália         | -    | o    | o    | o    | xo   | 1,95      | Q (SB) |
| 3          | Chaunté Howard          | Estados Unidos | o    | o    | o    | o    | xo   | 1,95      | Q      |
| 5          | Svetlana Radzivil       | Uzbequistão    | o    | o    | o    | xxo  | xo   | 1,95      | Q      |
| 6          | Tia Hellebaut           | Bélgica        | o    | xo   | o    | xxo  | xo   | 1,95      | Q      |
| 7          | Ruth Beitia             | Espanha        | -    | o    | o    | o    | xxx  | 1,92      | q      |
| 7          | Esthera Petre           | Roménia        | o    | o    | o    | o    | xxx  | 1,92      | q      |
| 9          | Airinė Palšytė          | Lituânia       | o    | o    | o    | xo   | xxx  | 1,92      | SB     |
| 9          | Irina Gordiejewa        | Rússia         | -    | o    | o    | xo   | xxx  | 1,92      |        |
| 9          | Emma Green Tregaro      | Suécia         | -    | o    | o    | xo   | xxx  | 1,92      |        |
| 12         | Anna Iljuštšenko        | Estónia        | o    | o    | o    | xxx  |      | 1,88      |        |
| 13         | Zheng Xingjuan          | China          | o    | o    | xo   | xxx  |      | 1,88      |        |
| 14         | Ana Šimić               | Croácia        | o    | xxo  | xo   | xxx  |      | 1,88      |        |
| 15         | Levern Spencer          | Santa Lúcia    | o    | o    | xxo  | xxx  |      | 1,88      | SB     |
| 15         | Tonje Angelsen          | Noruega        | o    | o    | xxo  | xxx  |      | 1,88      |        |
| 17         | Oksana Okuniewa         | Ucrânia        | o    | xo   | xxx  |      |      | 1,83      |        |
| 18         | Marina Aitowa           | Cazaquistão    | o    | xxo  | xxx  |      |      | 1,83      |        |
|            | Wenelina Wenewa-Mateewa | Bulgária       | -    | xxx  |      |      |      | NM        |        |
|            | Inika McPherson         | Estados Unidos | xxx  |      |      |      |      | NM        |        |
|            | Burcu Ayhan             | Turquia        |      |      |      |      |      | DNS       |        |

### Final
A final ocorreu dia 10 de março. 
| Colocação        | Atleta                | Nacionalidade  | 1.84 | 1.88 | 1.92 | 1.95 | 1.98 | 2.01 | Resultado | Notas |
| ---------------- | --------------------- | -------------- | ---- | ---- | ---- | ---- | ---- | ---- | --------- | ----- |
| Medalha de ouro  | Chaunté Howard        | Estados Unidos | o    | o    | xo   | xo   | o    | xxx  | 1.98      |       |
| Medalha de prata | Antonietta Di Martino | Itália         | o    | o    | o    | o    | xxx  |      | 1.95      | SB    |
| Medalha de prata | Anna Cziczerowa       | Rússia         | o    | o    | o    | o    | xxx  |      | 1.95      |       |
| Medalha de prata | Ebba Jungmark         | Suécia         | o    | o    | o    | o    | xxx  |      | 1.95      | SB    |
| 5                | Tia Hellebaut         | Bélgica        | o    | xo   | o    | o    | xxx  |      | 1.95      |       |
| 6                | Ruth Beitia           | Espanha        | o    | o    | o    | xo   | xxx  |      | 1.95      | SB    |
| 7                | Esthera Petre         | Roménia        | o    | xxo  | o    | xxx  |      |      | 1.92      |       |
| 8                | Svetlana Radzivil     | Uzbequistão    | o    | o    | xo   | xxx  |      |      | 1.92      |       |

Legenda
| Recorde mundial       | Recorde mundial (World record)               |                       | Recorde africano                      | Recorde africano (African) |                                           | Q | Classificado por posição (Qualified) |
| Recorde do campeonato | Recorde do campeonato (Championship record)  | Recorde da América    | Recorde da América (Americas)         | q                          | Classificado por melhor tempo (Qualified) |   |                                      |
| Melhor marca do ano   | Melhor marca do ano (World leading)          | Recorde asiático      | Recorde asiático (Asian)              | DNS                        | Não largou (Did not start)                |   |                                      |
| Recorde nacional      | Recorde nacional (National record)           | Recorde europeu       | Recorde europeu (European)            | DNF                        | Não terminou (Did not finish)             |   |                                      |
| Recorde pessoal       | Recorde pessoal do atleta (Personal best)    | Recorde da Oceania    | Recorde da Oceania (Oceania)          | DSQ / DQ                   | Desclassificado (Disqualified)            |   |                                      |
| Recorde da temporada  | Recorde da temporada do atleta (Season best) | Recorde sul-americano | Recorde sul-americano (South America) | NM                         | Sem marca (No mark)                       |   |                                      |